# غلين برستون
غلين برستون (بالإنجليزية: Glenn Preston)‏ هو لاعب اتحاد الرغبي نيوزيلندي، ولد في 13 أبريل 1992 في نيوزيلندا.